# Karangduwur (Petanahan)
Karangduwur is een bestuurslaag in het regentschap Kebumen van de provincie Midden-Java, Indonesië. Karangduwur telt 4110 inwoners (volkstelling 2010).